# Taheke Waterfall
Der Taheke Waterfall ist ein Wasserfall nordöstlich von Whangārei auf der Nordinsel Neuseelands. Er liegt im Lauf des Taheke River im Gebiet der Ortschaft Whareora. Seine Fallhöhe beträgt 46 Meter. Damit ist er der höchste Wasserfall der Region Northland.
An der Hoban Road in Whareora befindet sich nach 1,3 km ein Parkplatz. Von hier aus führt der Taheke Waterfall Track in rund 17 Gehminuten zu einem Aussichtspunkt auf den Wasserfall.